# Język wybrzeżny tsimshian
Język wybrzeżny tsimshian (nazwa własna: Sm'algyax) należy do grupy języków tsimshian. Jest używany w północno-zachodniej części Kolumbii Brytyjskiej w Kanadzie i w niewielkim stopniu w południowo-wschodniej części stanu Alaska w USA. Słowo Sm'algyax oznacza dosłownie „prawdziwy język”. W 2007 roku językiem płynnie mówiło 350 osób, jednak zdecydowana ich większość jest w wieku ponad 70 lat.